# Warta Poznań
Maillots
Actualités
Dernière mise à jour : 1er septembre 2024.
Le Warta Poznań SA est un club polonais de football basé à Poznań, en Pologne, qui participe à l'Ekstraklasa, première division du pays. Le club a remporté le titre de champion de Pologne en 1929 et 1947.
Le club comporte également des sections boxe, tennis et hockey sur gazon.

## Histoire
Le club est fondé le 15 juin 1912, à l'époque Poznań appartenait à l'Allemagne, le nom se réfère à la rivière traversant la ville, la Warta. À côté du football, on pratique aussi de l'athlétisme et du tennis.

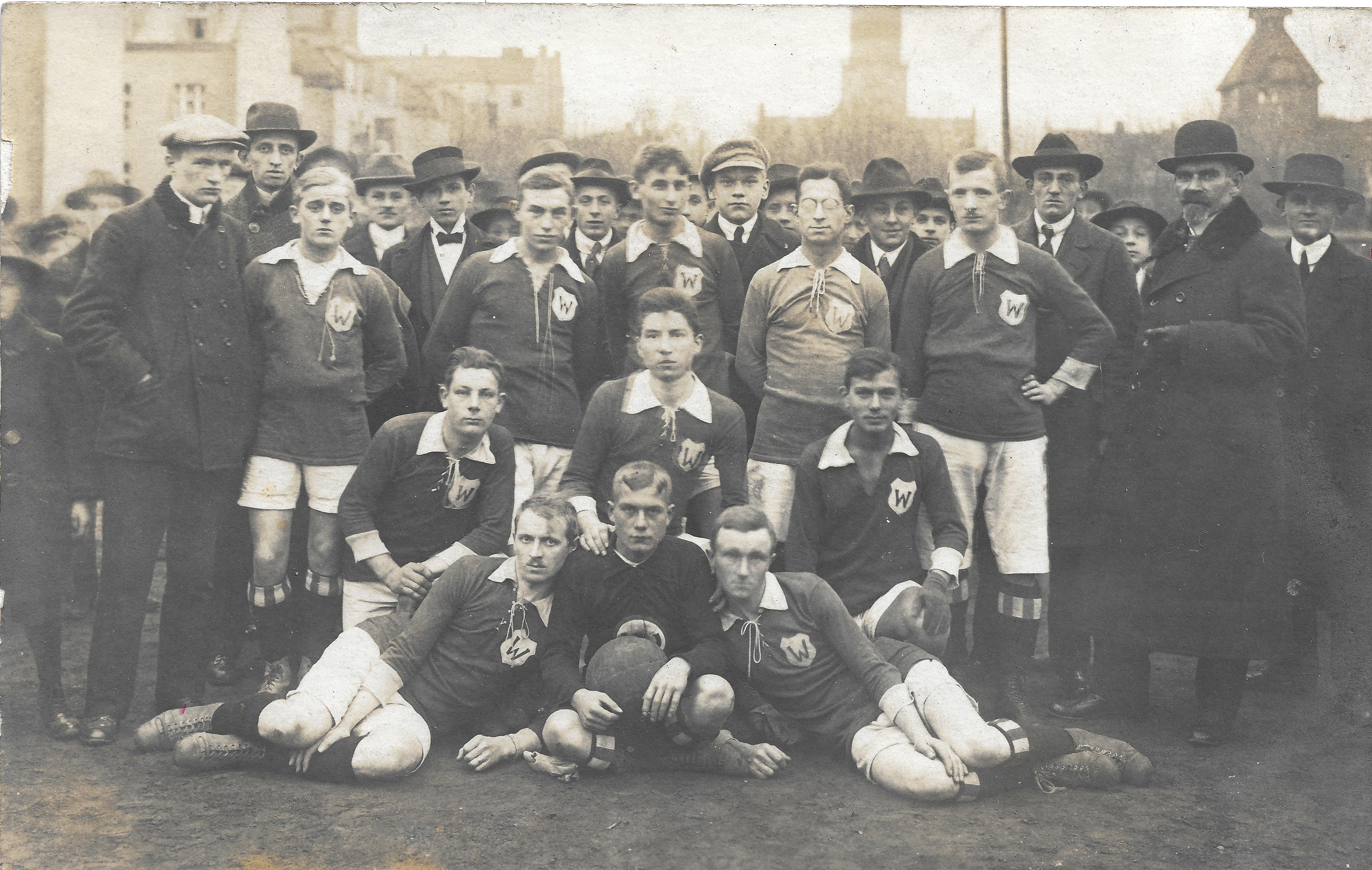
Le Warta Poznań en 1920

À l'époque, les clubs allemands ne rencontraient pas les clubs polonais. Les clubs polonais jouaient entre eux dans des championnats locaux. La première édition du championnat de Pologne a lieu en 1920. En 1921, le Warta termine à la troisième place, puis à la deuxième place l'année suivante, le club remportera son premier titre de champion en 1929. L'entre deux guerres est l'âge d'or du club, le club sera vice-champion en 1922, 1925, 1928 et 1938 et sera sept fois à la troisième place. Le Warta Poznań était un précurseur dans le football polonais, le match contre le PSV Eindhoven en 1929 était le premier radiodiffusé en direct en Pologne et en 1933 le match contre le rival local Legia était le premier match en nocturne en Pologne.
Après la campagne de Pologne en octobre 1939, le club est dissout. Les Polonais n'avaient plus le droit à la pratique sportive. Après la Seconde Guerre mondiale le club est refondé en 1945, l'année suivante il est vice-champion et en 1947 il remporte son deuxième titre de champion de Pologne.
Durant la période d'après guerre, le régime communiste force le club à s'associer à la société métallurgique HCP, le club est renommé Stal Poznań. À la même époque, en  1950, le club est  relégué en deuxième division. Après l'octobre polonais de 1956 le club retrouve son ancien nom, mais était toutefois dépendant de HCP. Les aides locales allaient de préférence au rival local, le Lech Poznań.
Il s'ensuit une période où la  section football connaît peu de succès, le Warta  gagne beaucoup de titres grâce à ses autres sections, comme le hockey sur gazon qui remporte douze titres de champion de Pologne.
Au début des années 1990, l'équipe de football commence à remonter la pente, en 1993 elle revient en première division. En 1995, elle sera de nouveau relégué en deuxième puis en troisième division. Il faut attendre 2007 pour voir la promotion du club en deuxième division. Le club fera sensation en 2011, lorsqu'un mannequin et ancienne playmate, Izabella Łukomska-Pyżalska, est élue présidente du club.

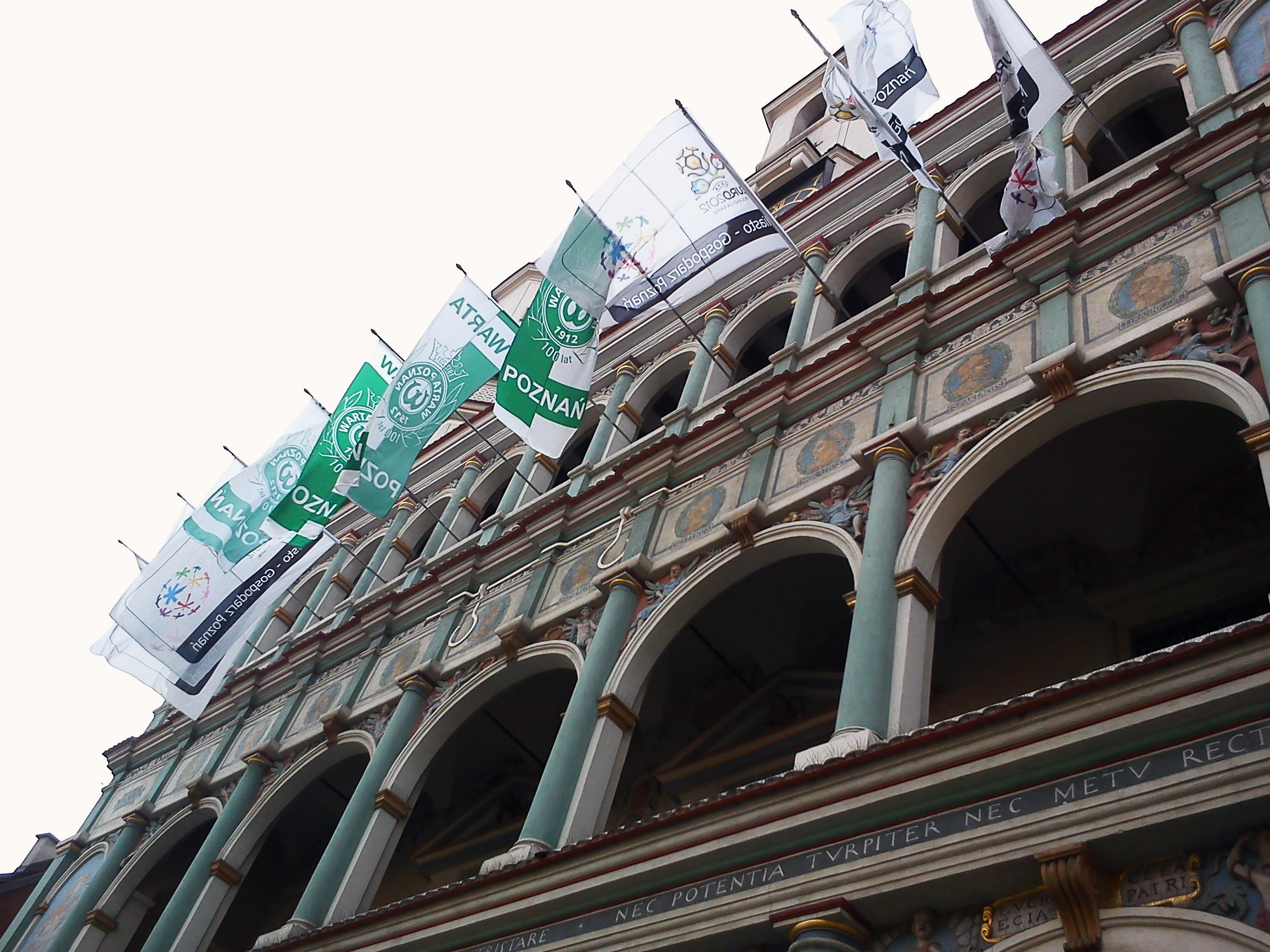
La mairie de Poznań en 2012 aux couleurs du Warta lors du centenaire du club

Après la saison 2012-2013 le club est relégué en troisième division, puis n'obtiendra pas la licence de sorte qu'il se retrouve en quatrième division. Lors de la saison 2015-2016, le club retrouve le troisième niveau puis en une seule saison gagne également la promotion en deuxième division.
En 2018, une crise financière secoue le club, en août de la même année un homme d'affaires reprend le club en main, éponge les dettes et sépare la section football (Warta Poznań SA) des autres sections du club (KS Warta Poznań). Avec la nouvelle direction la section football est agrandie et modernisée. Si l'objectif avant la saison 2019-2020 était le maintien en 1.Liga (D2), le club fera mieux et gagne sa promotion en Ekstraklasa en remportant les barrages de montée.
Après son retour en première division, le Warta termine à la 5e place ratant une qualification européenne à la différence de buts.

## Palmarès
- Championnat de Pologne :
  - Champion : 1929, 1947
  - Vice-champion : 1922, 1925, 1928, 1938, 1946

## Stades
Le stade Ogródek de la route de Dębińska d'une capacité de 2 500 places n'est pas adapté pour les matchs de première division. Le Warta joue ses matchs à domicile au Stadion Dyskobolii Grodzisk Wielkopolski (en) à Grodzisk Wielkopolski à 43 km au sud-ouest de Poznań. Le stade ouvert en 1925 compte 5 383 places assises.

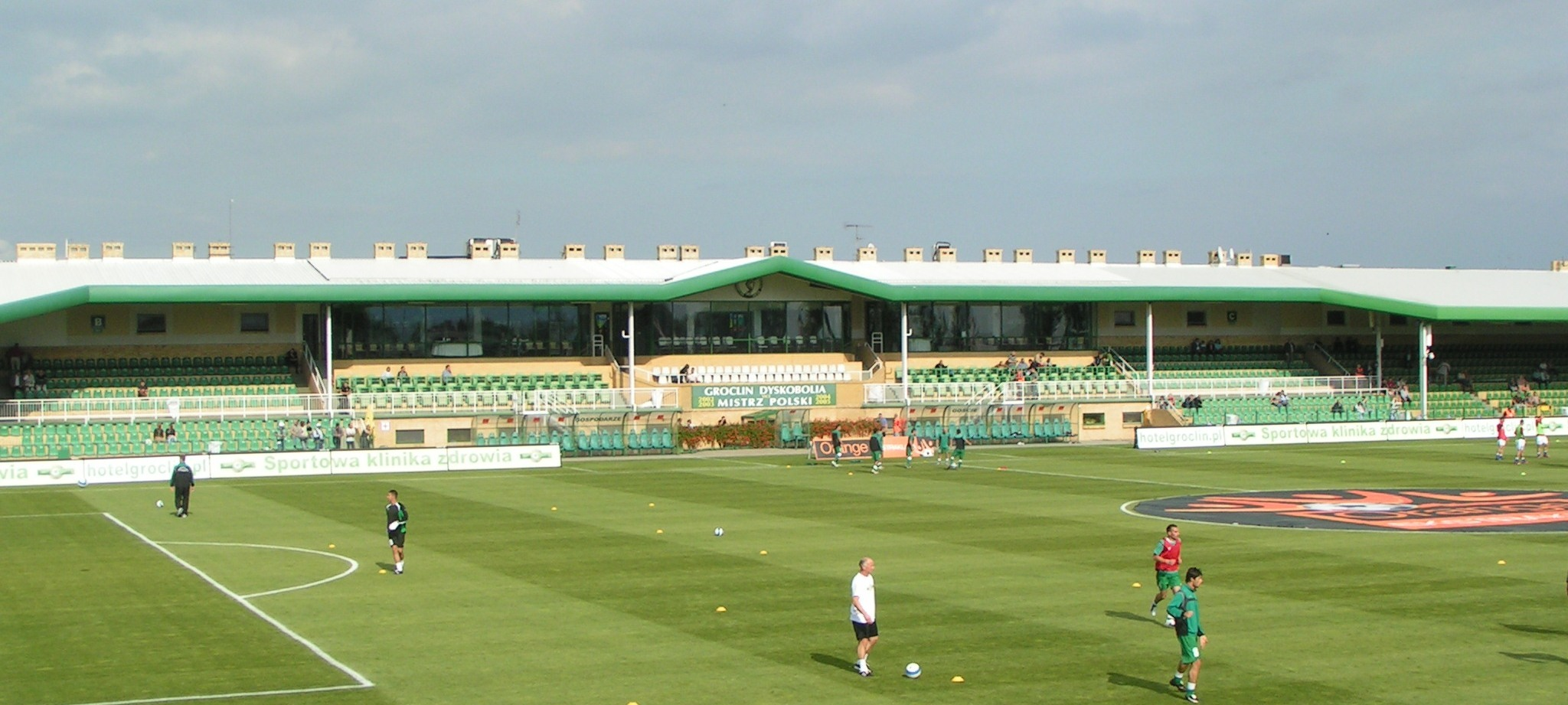
Le stade Dyskobolii en 2017

## Équipe féminine
La section de football féminin est créée en 2000, l'équipe commence en deuxième division. En 2001, le club a été promu en 1re division.
Au cours de la saison 2001-2002, le club remporte son plus grand succès en terminant à la 3e place du championnat de Pologne. La même année, le nom du club a été changé, après la séparation de la section féminine avec Warta, le nom Atena Poznań a été adopté.
En 2020, le Warta réactive sa section de football féminin.